# شیفراشتات
شهر شیفراشتات (به آلمانی: Schifferstadt) در ایالت راینلند-فالتز در کشور آلمان واقع شده‌است.

## نگارخانه

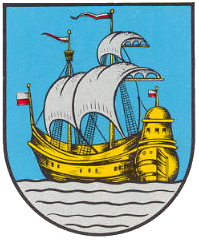